# Fernand Saivé

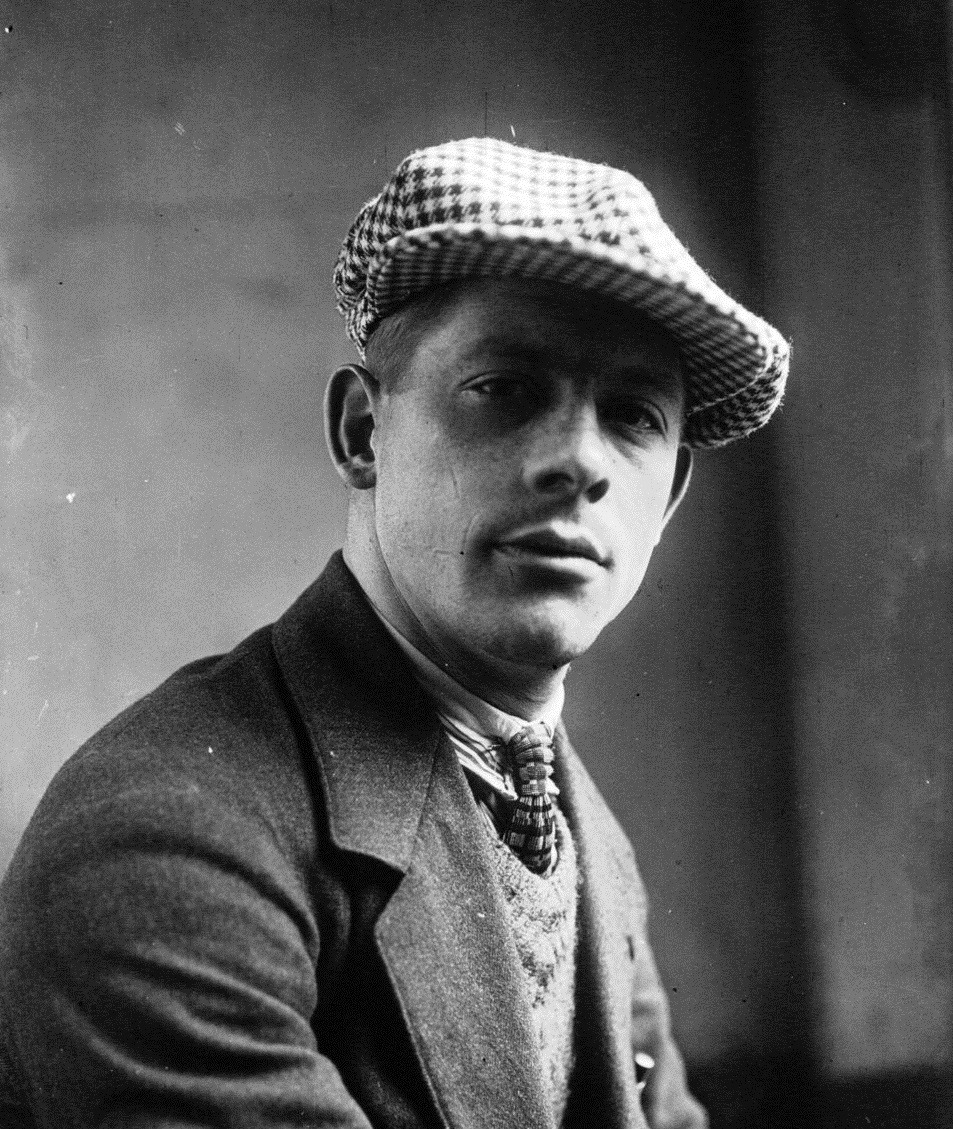
Fernand Saivé (1926)

Fernand Saivé (* 24. Mai 1900 in Dison; † 12. April 1981 in Anderlecht) war ein belgischer Radrennfahrer und nationaler Meister im Radsport.

## Sportliche Laufbahn
Saivé (dessen vollständiger Name Fernand Dieudonné Coussaint Julien Saivé  lautete) war Teilnehmer der Olympischen Sommerspiele 1924 in Paris. Die belgische Mannschaft gewann in der Zusammensetzung Léonard Daghelinckx, Rik Hoevenaers, Fernand Saivé und Jean Van Den Bosch die Bronzemedaille in der Mannschaftsverfolgung. Saivé startete auch im Straßenrennen und gewann dabei ebenfalls eine Medaille. Bei den Spielen belegte er im olympischen Einzelzeitfahren beim Sieg von Armand Blanchonnet den 16. Platz. Die belgische Mannschaft belegte in der Mannschaftswertung den 2. Platz und hatte damit Silber gewonnen. 1923 belegte er im Rennen der UCI-Straßen-Weltmeisterschaften den 22. Rang.
1924 siegte er in der nationalen Meisterschaft im Querfeldeinrennen der Amateure. 1926 fuhr er die Tour de France für das Radsportteam Meteor-Wolber. Beim Gesamtsieg von Lucien Buysse wurde er als 32. klassiert.